# Expédition North Greenland

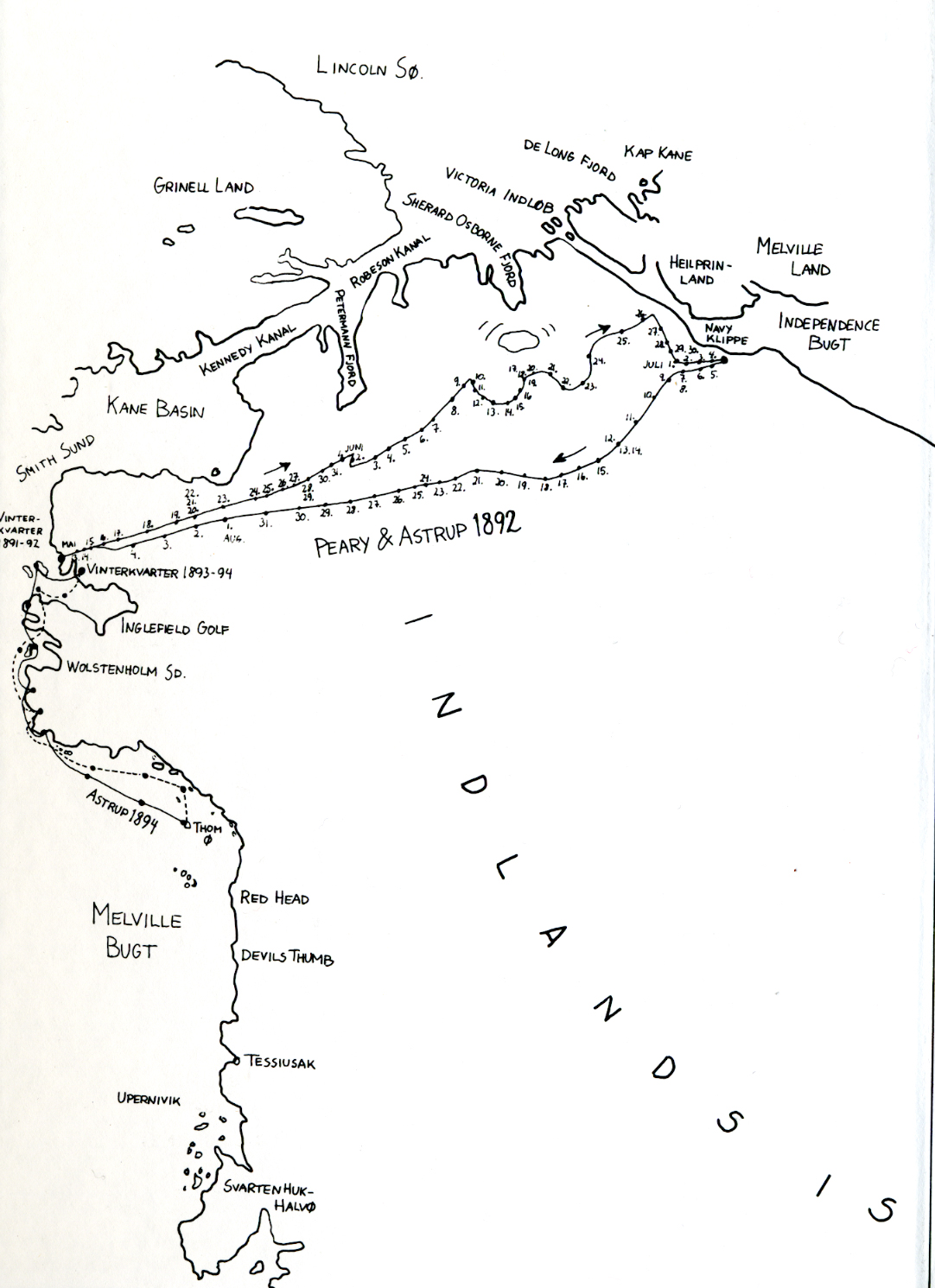
Plan de l'expédition dressé par Eivind Astrup

L'Expédition North Greenland représente l'expédition effectuée en 1891-1892 par Robert Peary visant à déterminer si le Groenland était une île ou une péninsule du Pôle Nord.

## Histoire
Peary part de Brooklyn le 6 juin 1891 aux commandes du SS Kite. À bord se trouve son épouse Josephine Diebitsch Peary, qui sera ainsi la première femme à participer à une expédition dans l'Arctique.

## Membres de l'expédition
- Frederick Cook : médecin et ethnologue
- John M. Verhoeff : minéralogiste et météorologiste
- Langdon Gibson : ornithologue
- Matthew Alexander Henson
- Eivind Astrup
- Josephine Diebitsch Peary
- Benjamin Sharp, J. F. Holt : zoologues
- William E. Hughes : ornithologiste
- Robert N. Keely, Jr. : médecin
- Levi Walter Mengel : entomologiste
- Alexander C. Kenealy : journaliste du New York Herald
- Frazer Ashhurst
- W. H. Burk